# Mariä Himmelfahrt (Engen)

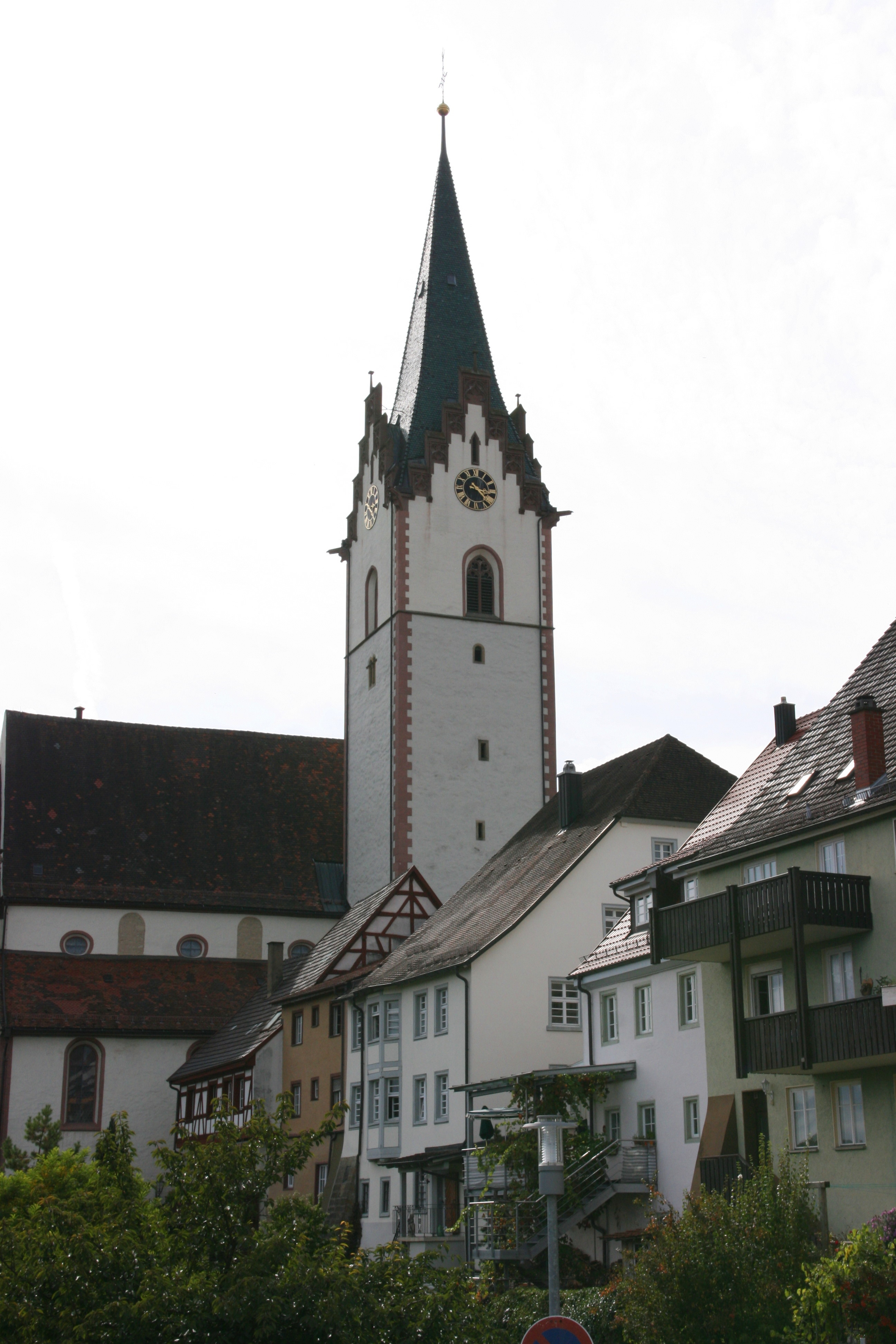
Kirche Mariä Himmelfahrt

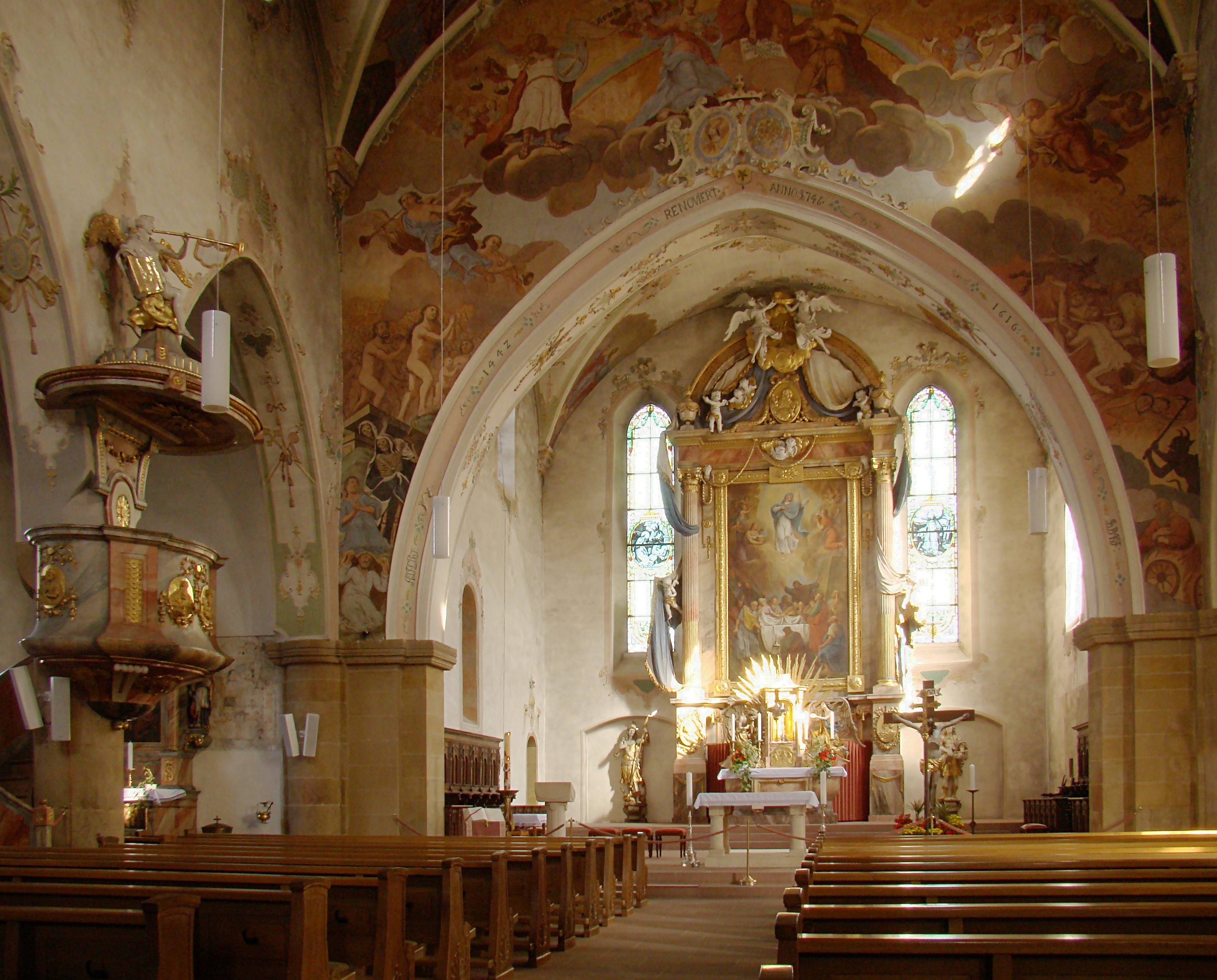
Blick zum Chor

Die Kirche Mariä Himmelfahrt in Engen ist die dortige Stadtpfarrkirche und der Sitz des Dekans. Sie steht unter dem Patrozinium Mariä Aufnahme in den Himmel. Heute gehört die Stadtpfarrkirche Engen zur Seelsorgeeinheit Oberer Hegau in der Erzdiözese Freiburg.

## Baugeschichte
In der Kirche haben sich Zeugnisse aus allen Stilepochen seit ihrer Erbauung in der ersten Hälfte des 13. Jahrhunderts erhalten. Durch den begrenzten Baugrund direkt an der Stadtmauer ergab sich eine fast quadratische Grundfläche für die geostete Basilika mit flachem Chorschluss. Der Turm an der Nordwestecke ist ein umgebauter Befestigungsturm der Stadtmauer. Aus der Zeit der Romanik stammen außerdem das Mittelportal mit einer Kreuzigungsgruppe und Skulpturen am Nordportal.

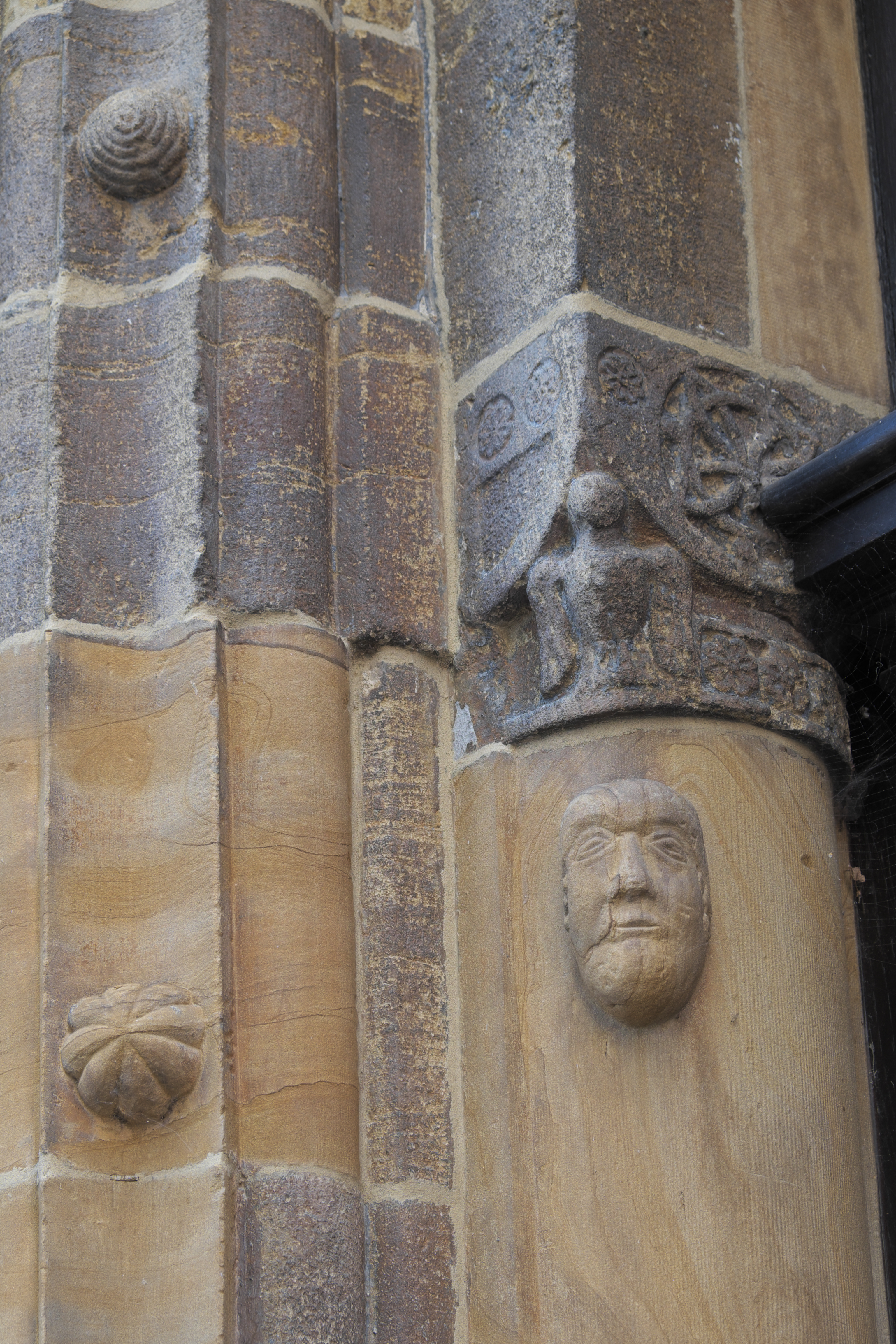
Hauptportal Detail romanisch

Ursprünglich als Patronatskirche der Herren von Hohenhewen errichtet, wurde sie erstmals im Jahre 1364 als Pfarrkirche erwähnt. Im Jahre 1442 begann unter den Grafen von Lupfen, welche die Kirche auch als Grablege nutzten, die gotische Umgestaltung. So wurden spitzbogige Arkadenbögen auf die romanischen Säulen gesetzt sowie Turm, Westfassade und die Dächer erhöht. An der südlichen Halbsäule der ersten Langhausarkade befindet sich das Baudatum 1496.
Im 17. und 18. Jahrhundert erfolgte die noch heute prägende Ausstattung im Barockstil. Im 17. Jahrhundert erhielten die Seitenschiffe ein neues Gewölbe und der Chor wurde erweitert und die Fenster vergrößert. Das Taufbecken stammt aus dem Jahre 1618. 1664 wurde das Chorgestühl von den beiden ortsansässigen Schreinermeistern Johannes Schneider und Thomas Hecke gefertigt. 1746 bis 1747 wurde auch das Mittelschiff neu eingewölbt. Die Stuckarbeiten stammen von Johann Rees, die Ausmalung im Chor von Johann Christoph Achert, der zusammen mit Johann Baptist Kuster am Triumphbogen „das Jüngste Gericht“ als monumentales Fresko gestaltete.
Der Hochaltar, der 1818/19 von dem Sigmaringer Hofmaler Fidelis Welz geschaffen wurde, ist schon durch den Klassizismus geprägt. Die Kirche enthält weitere qualitätsvolle Kunstwerke aus allen Epochen, insbesondere den Grabmäler des Ortsadels, den Grafen von Lupfen und den Grafen von Pappenheim.
Von Mai 2011 bis Oktober 2012 wurde die Kirche innen und außen umfassend renoviert. Vor allem wurde die Dachkonstruktion verstärkt und damit die Kirche statisch gesichert. Zudem wurde das Dach auf der Südseite neu gedeckt.

## Tympanon
An der Westfassade befindet sich ein großes zweistufiges Rundbogenportal mit gekehltem Sandsteingewände, einer Wulst-Kehle-Wulst Profilierung der Gewändekanten und gekerbten Kugelornamenten aus den Jahren um 1240. Eine verkürzte Halbsäule mit Kapitellen aus Rosetten und Vögeln ist den Pfosten vorgesetzt. Unter den Kapitellen sind Masken angebracht. Das Tympanon aus gelbem Sandstein (260 × 130 cm) liegt auf zwei Konsolen und zeigt eine Kreuzigungsgruppe mit Maria und Johannes. Das Kreuz nimmt die gesamte Höhe des Tympanons ein. Christus wird ohne Nimbus, mit einem durch zwei Schlaufen gehaltenen, knielangen Lendentuch bedenkt als Viernageltyp gezeigt. Das Suppedaneum ist als Maske gearbeitet und symbolisiert Adam.
Frontal steht Maria zur Rechten Christi mit Händen vor der Brust verschränkt. Das erhobene Gesicht mit aufgerissenen Augen wirkt erstarrt. Der Umhang fällt weich zu Boden.
Johannes zur Linken wirkt ebenfalls unbewegt und starrt geradeaus. Die rechte Hand berührt die Wange, die linke hält ein Buch und das Gewand.
Alle Figuren sind ungewöhnlicherweise gleichmäßig, auf gleicher Höhe auf der Bildfläche angeordnet. Farbreste zeugten von der Bemalung des Portals. Eine Inschrift in deutschsprachiger Reimform läuft unterhalb der Figuren. Stilistisch wird eine Nähe zu der Kreuzigungsszene in Schwäbisch Gmünd attestiert.

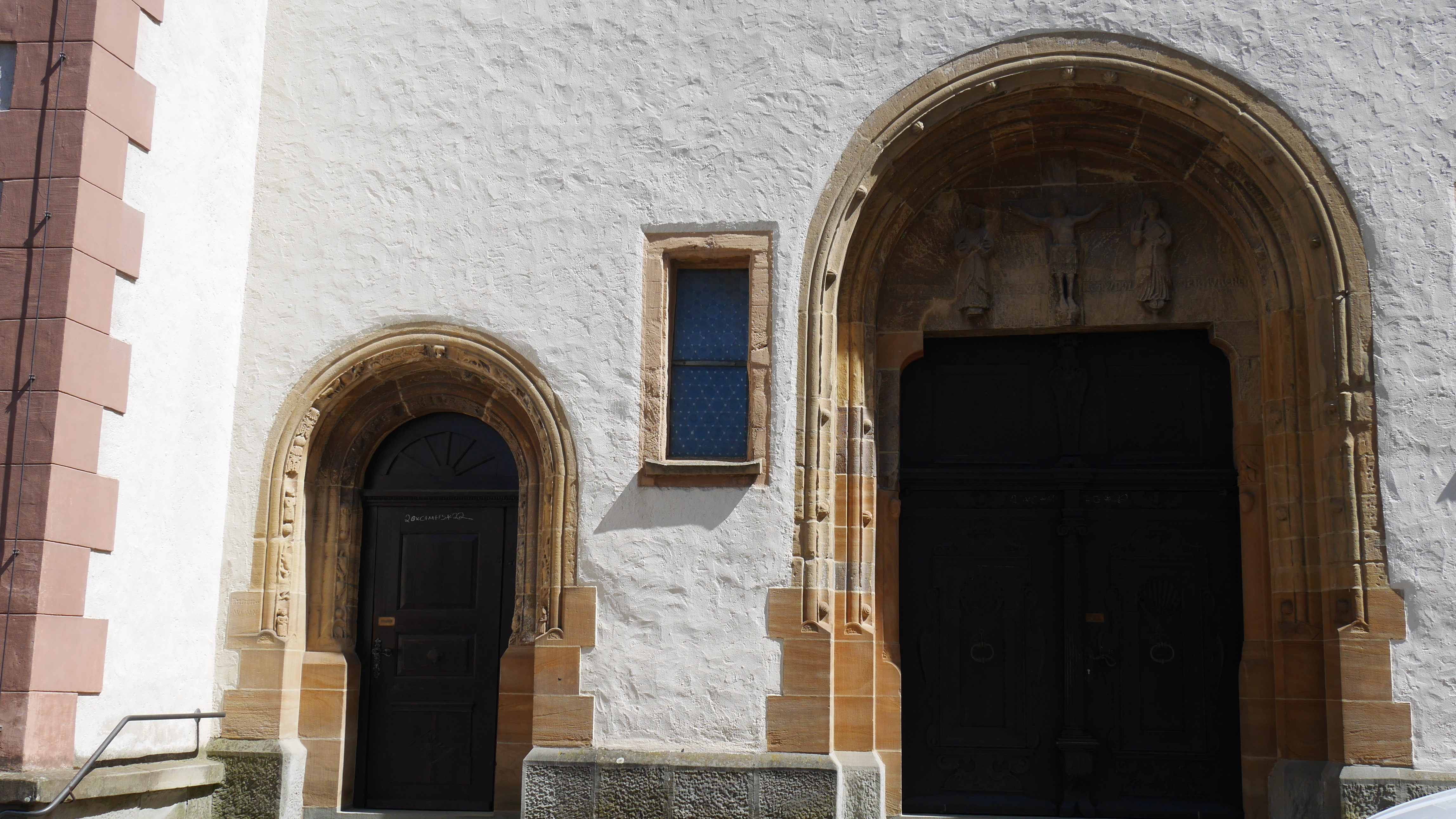
Westportale
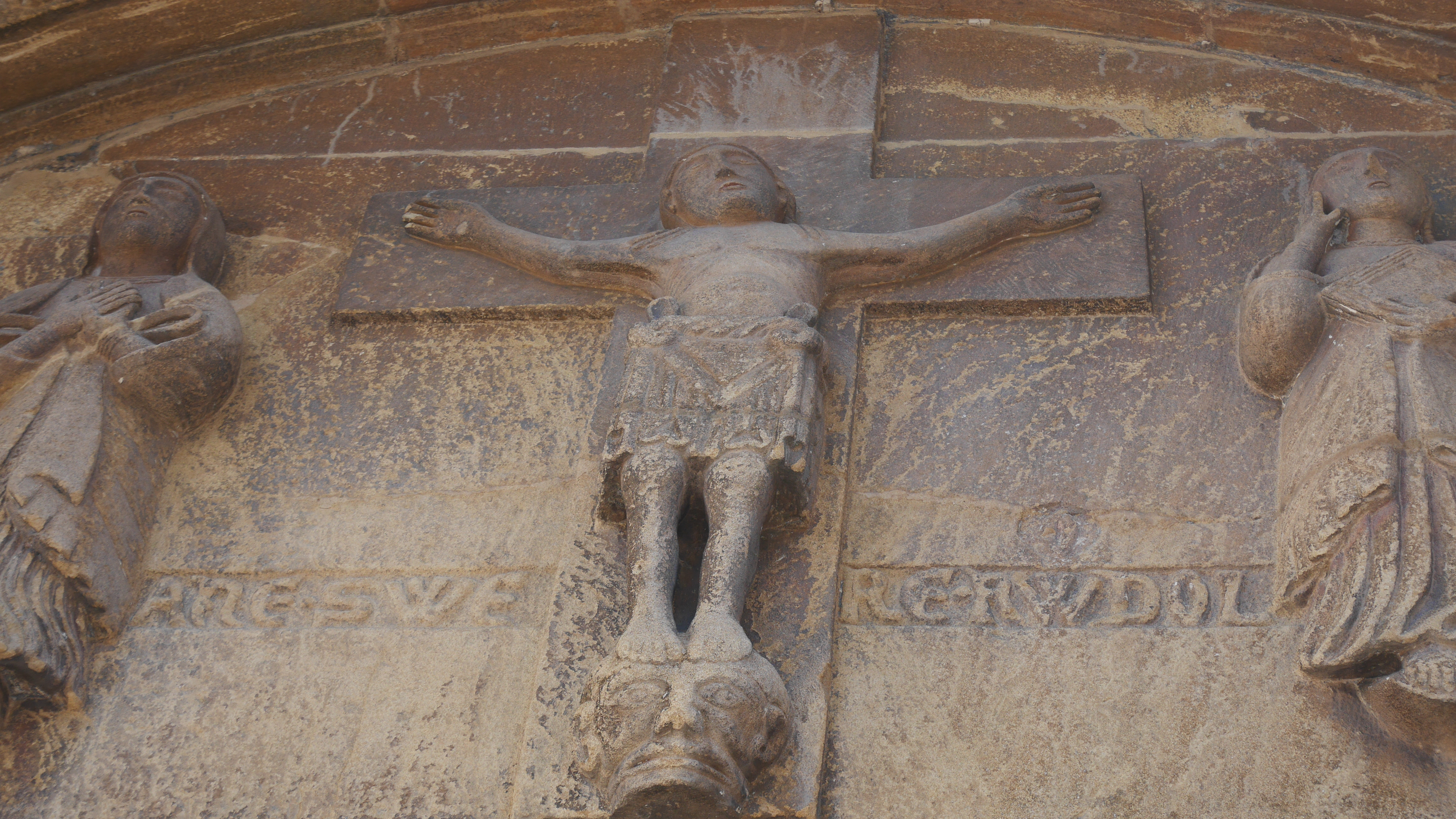
Adam unter Kreuz
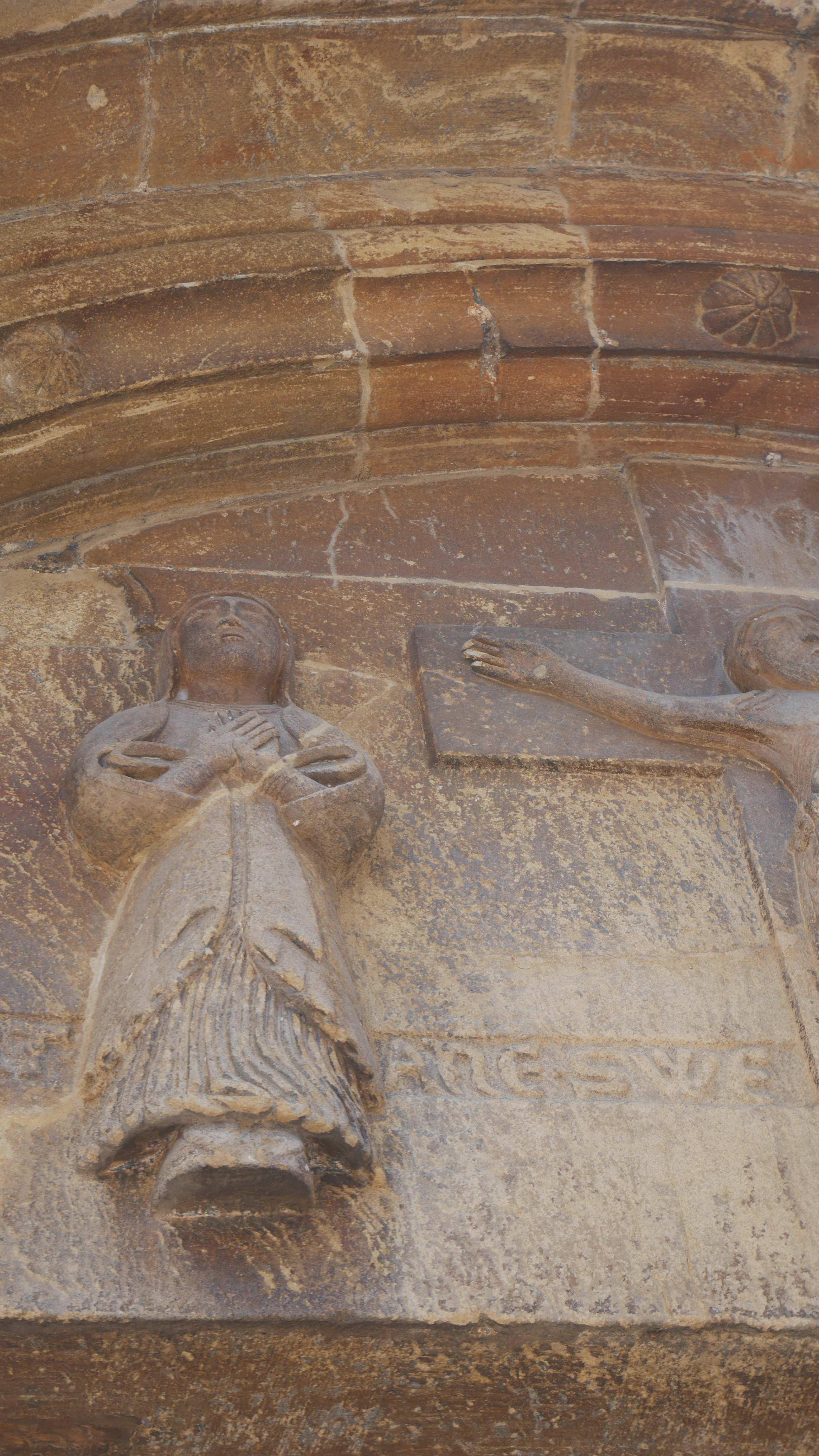
Maria
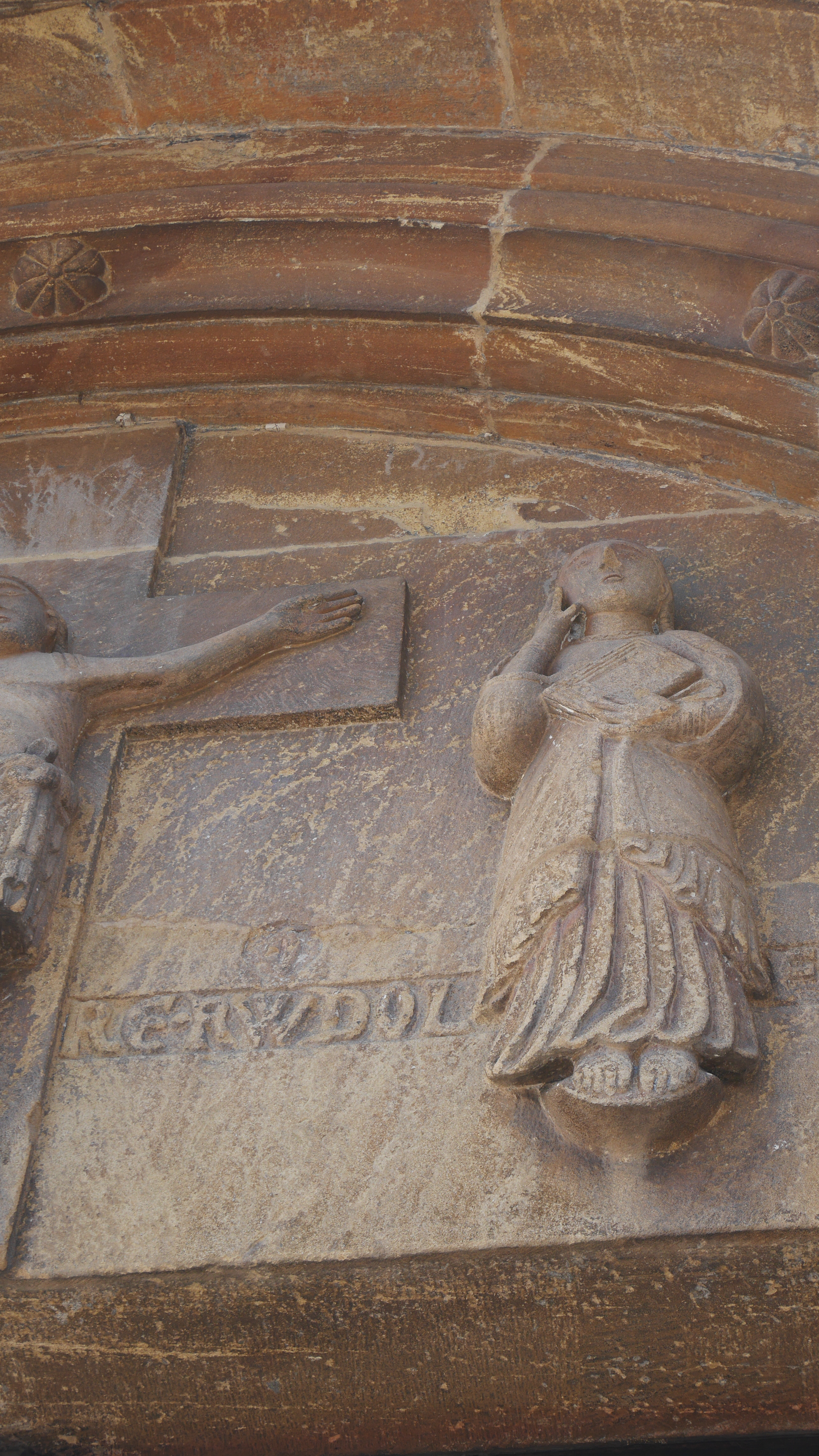
Johannes
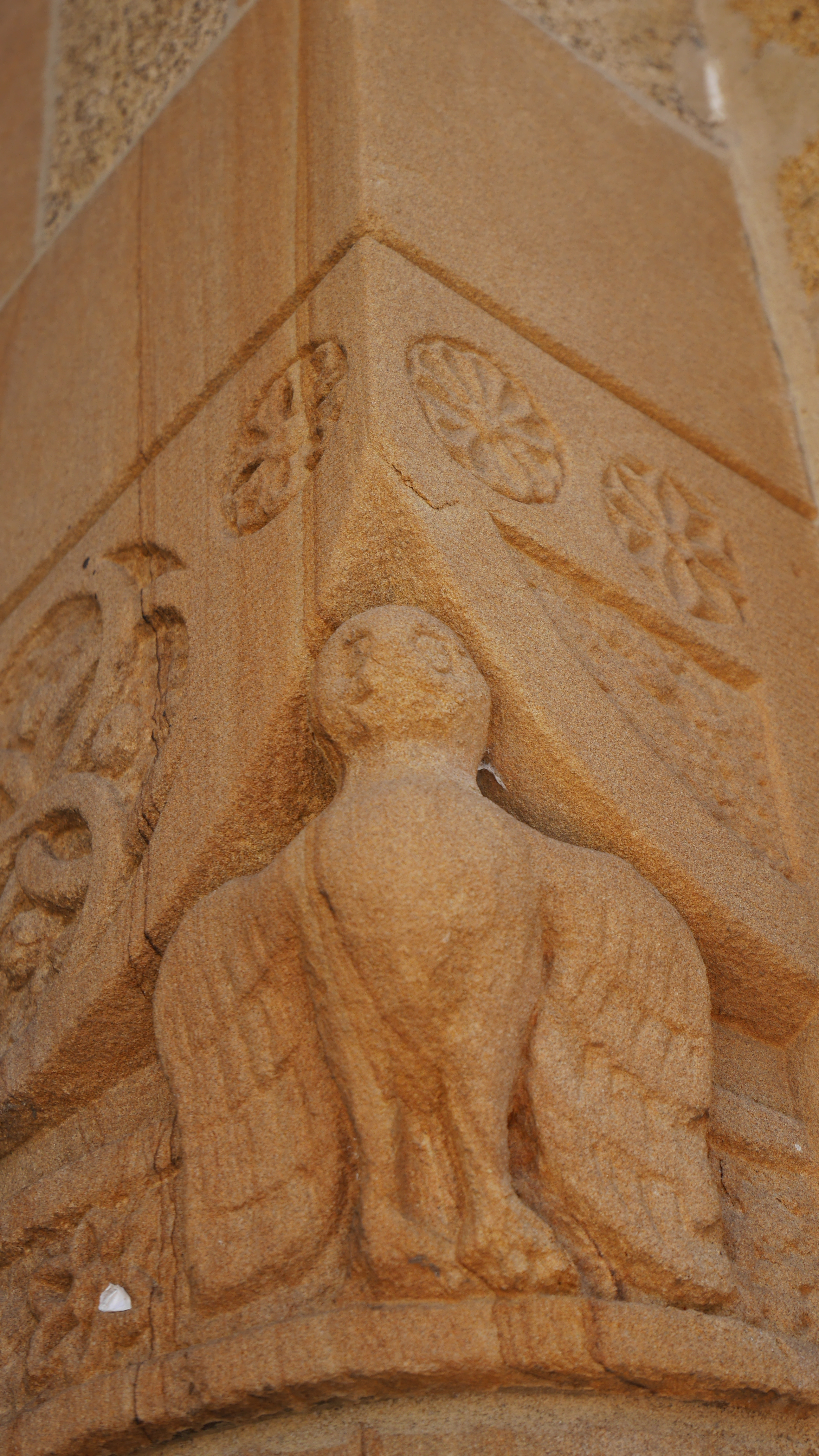
Adlerkapitell

## Orgel

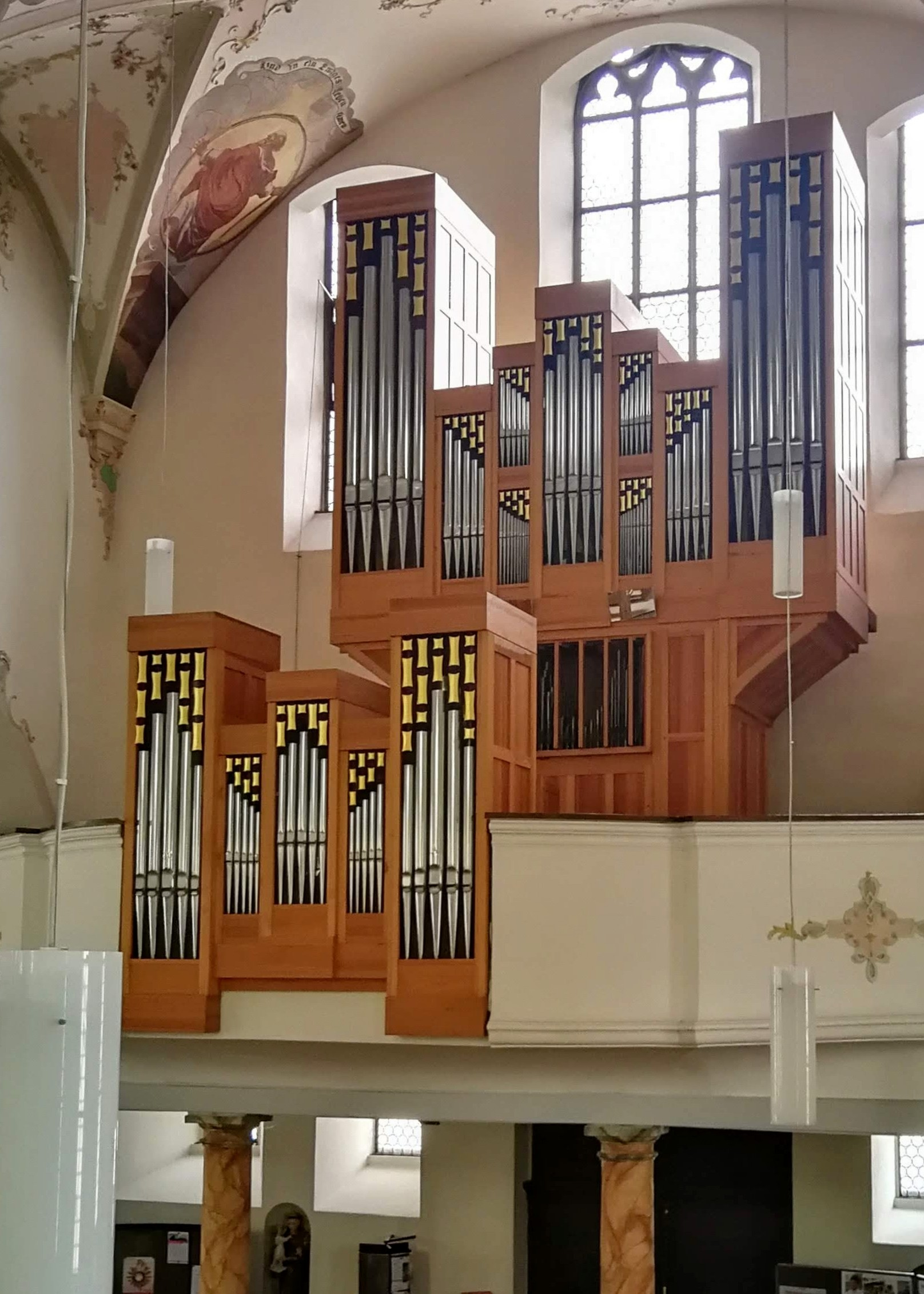
Prospekt mit Rückpositiv der Kubak-Orgel

Die Orgel in der Engener Stadtpfarrkirche wurde 1979 von der Augsburger Orgelbaufirma Kubak gebaut. Sie besitzt 32 klingende Register auf drei Manualen und Pedal. Die Disposition lautet wie folgt:
| I Rückpositiv C–g3 |                  |       |
| 1.                 | Bordun           | 8′    |
| 2.                 | Principal        | 4′    |
| 3.                 | Schwiegel        | 2′    |
| 4.                 | Sesquialter II 0 | 2 ⁄3′ |
| 5.                 | Scharff III      | 1′    |
| 6.                 | Cromorne         | 8′    |
|                    | Tremulant        |       |

| II Hauptwerk C–g3 |           |         |
| 07.               | Quintade  | 16′     |
| 08.               | Principal | 08′     |
| 09.               | Rohrflöte | 08′     |
| 10.               | Octav     | 04′     |
| 11.               | Traverse  | 04′     |
| 12.               | Quint     | 02 ⁄3′  |
| 13.               | Octav     | 02′     |
| 14.               | Terz      | 01 3⁄5′ |
| 15.               | Mixtur IV | 01 ⁄3′  |
| 16.               | Trompete  | 08′     |

| III Schwellwerk C–g3 |           |       |
| 17.                  | Copel     | 8′    |
| 18.                  | Amarosa   | 8′    |
| 19.                  | Bifara    | 8′    |
| 20.                  | Flöte     | 4′    |
| 21.                  | Octav     | 2′    |
| 22.                  | Quint     | 1 ⁄3′ |
| 23.                  | Schalmey  | 8′    |
|                      | Tremulant |       |

| Pedalwerk C–f1 |             |        |
| 24.            | Subbass     | 16′    |
| 25.            | Quintade    | 16′    |
| 26.            | Oktavbaß    | 08′    |
| 27.            | Gedackt     | 08′    |
| 28.            | Octavbaß    | 04′    |
| 29.            | Mixtur IV 0 | 02 ⁄3′ |
| 30.            | Bombarde    | 16′    |
| 31.            | Trompete    | 08′    |
| 32.            | Clairon     | 4′     |

- Koppeln: I/II, III/II, I/P, II/P, II/P

## Glocken
Die Kirche besitzt in ihrem 72 Meter hohen Kirchturm ein fünfstimmiges bronzenes Glockengeläut.
| Glocke | Name        | Gussjahr | Gießer, Gussort                         | Durchmesser | Masse   | Schlagton (16tel) |
| ------ | ----------- | -------- | --------------------------------------- | ----------- | ------- | ----------------- |
| 1      | Christkönig | 1602     | Hainrich Lamprecht, Schaffhausen        | 1490 mm     | 2004 kg | c1 +5             |
| 2      | Maria       | 1602     | Hainrich Lamprecht, Schaffhausen        | 1250 mm     | 1168 kg | d1 +6             |
| 3      | Apostel     | 1602     | Hainrich Lamprecht, Schaffhausen        | 1000 mm     | 0631 kg | fis1 +50          |
| 4      | Franz Xaver | 1761     | Johann Leonhard Rosenlecher             | 0850 mm     | 0375 kg | a1 +8             |
| 5      | Sebastian   | 1953     | Friedrich Wilhelm Schilling, Heidelberg | 0740 mm     | 0250 kg | cis2 +50          |